# Phaio bacchans
Phaio bacchans är en fjärilsart som beskrevs av William Schaus 1892. Phaio bacchans ingår i släktet Phaio och familjen björnspinnare. Inga underarter finns listade i Catalogue of Life.